# Черепановка (Алтайский край)
Черепановка — упразднённое село в Бурлинском районе Алтайского края. Входило в состав Асямовского сельсовета. Ликвидировано в 1959 г.

## История
Основано в 1908 году. В 1928 г. деревня Черепановка состояла из 44 хозяйств, в составе Асямовского сельсовета Ново-Алексеевского района Славгородского округа Сибирского края.

## Население
В 1928 году в деревне проживало 224 человека (112 мужчин и 112 женщин), основное население — украинцы.

## Инфраструктура
Было развито сельское хозяйство. Сельскохозяйственная артель «Хлебороб». С 1950 г. отделение укрупненного колхоза «Победа». С 1957 г. отделение совхоза «Бурлинский»